# Villa Biscossi
Villa Biscossi är en ort och kommun i provinsen Pavia i regionen Lombardiet i Italien. Kommunen hade 72 invånare (2018).